# أرت إيفانز (لاعب كرة قاعدة)
أرت إيفانز (بالإنجليزية: Art Evans)‏ هو لاعب كرة قاعدة أمريكي، ولد في 3 أغسطس 1911 في بارك هيلز في الولايات المتحدة، وتوفي في 8 يناير 1952 في ويتشيتا في الولايات المتحدة.

## وصلات خارجية
- أرت إيفانز على موقعبيزبول رفرنس.كوم (الدوري الرئيسي) (الإنجليزية)